# 天主教塞鎮教區
天主教塞鎮教區（拉丁語：Dioecesis Sagiensis）是法國一個羅馬天主教教區，屬魯昂總教區。
根據傳統教區第一位主教為1世紀時的塞鎮的拉蒂安，而第一位見於文獻主教的就出現於6世紀上半葉。
教區位於奧恩省塞镇，2010年有教友273,800人（佔轄區總人口92.9%）、三十七個堂區、166名司鐸。現任教區主教為雅克·阿貝爾。